# AirDrop
AirDrop — пропрієтарна ad hoc-служба в операційних системах Apple Inc. iOS і macOS, представлена в Mac OS X Lion (Mac OS X 10.7) і iOS 7, яка може передавати файли між підтримуваними комп'ютерами Macintosh і пристроями iOS за допомогою бездротового зв'язку на близькій відстані. Цей зв'язок відбувається через Apple Wireless Direct Link «Fames Action» та «Data Frames», використовуючи згенеровані локальні IPv6-адреси каналу замість фіксованої MAC-адреси мікросхеми Wi-Fi.
До OS X Yosemite (OS X 10.10) і в OS X Lion, Mountain Lion і Mavericks (OS X 10.7–10.9 відповідно) протокол AirDrop в macOS відрізнявся від протоколу AirDrop в iOS, і тому вони були не сумісні. OS X Yosemite і новіші версії підтримують протокол iOS AirDrop, який використовується для передачі даних між комп'ютером Mac і пристроєм iOS, а також між двома комп'ютерами Mac 2012 року випуску або новішими, і який використовує як Wi-Fi, так і Bluetooth. Застарілий режим для старого протоколу AirDrop (який використовує лише Wi-Fi) між комп'ютером Mac 2012 або старішої версії (або комп'ютером під управлінням OS X Lion через OS X Mavericks) та іншим комп'ютером Mac також був доступний до macOS Mojave.
Apple не розкриває обмежень на розмір файлу, який AirDrop може передати.

## Використання

### iOS
На iOS 7 і новіших версіях AirDrop можна увімкнути, натиснувши «Параметри» > «Загальні» > «AirDrop» або через Центр керування. І Wi-Fi, і Bluetooth автоматично вмикаються, коли ввімкнено AirDrop, оскільки вони обидва використовуються. Варіанти керування виявленням AirDrop іншими пристроями включають:
- Ніхто не може бачити пристрій (AirDrop вимкнено)
- Лише контакти можуть бачити пристрій
- Кожен може бачити пристрій.

На iOS 7 і новіших версіях, якщо програма реалізує підтримку AirDrop, вона служба в програмі стає доступна за допомогою натискання кнопки «Поділитися». AirDrop підпадає під ряд обмежень для iOS, наприклад, неможливість ділитися музикою або відео з рідних програм.

### macOS
На комп'ютерах Mac з операційною системою OS X 10.7 і новіших версій AirDrop доступний на бічній панелі вікна Finder. На комп'ютерах Mac з OS X 10.8.1 або новішою версією до нього також можна отримати доступ за допомогою пункту меню Перейти → AirDrop або натисненням клавіш ⇧ Shift+⌘ Cmd+R.
Wi-Fi має бути увімкнено, щоб AirDrop розпізнавав інший пристрій. На іншому пристрої також має бути вибрано AirDrop на бічній панелі вікна Finder, щоб мати можливість передавати файли. Крім того, файли не приймаються автоматично; користувач, що отримує, повинен підтвердити передачу. Це зроблено для підвищення безпеки та конфіденційності.

## Системні обмеження

### Передача між двома пристроями iOS
Можна здійснювати на пристроях на базі iOS 7 або пізніших версій:
- iPhone 5 або новішої моделі
- iPad (4-го покоління) або новішої моделі
- iPad Air: всі моделі
- iPad Pro: всі моделі
- iPad mini: всі моделі
- iPod Touch (5‑го покоління) або новішої моделі

AirDrop можна неофіційно ввімкнути на iPad (3-го покоління). Хоча AirDrop не підтримується за замовчуванням, його можна ввімкнути, зробивши джейлбрейк пристрою та встановивши «AirDrop Enabler 7.0+» із Cydia. Ця процедура не підтримується та не рекомендована Apple, оскільки джейлбрейк може спричинити нестабільність програмного забезпечення та занести віруси.

### Передача між двома комп'ютерами Mac
Можна здійснювати на комп'ютерах на базі Mac OS X Lion (10.7) або пізніших версій:
- MacBook Pro: Кінця 2008 або новішої моделі, за винятком 17-дюймового кінця 2008 року
- MacBook Air: Кінця 2010 або новішої моделі
- Aluminum MacBook: Кінця 2008
- MacBook and iMac: Початку 2009 або новішої моделі
- Mac Mini: Середини 2010 або новішої моделі
- Mac Pro: Початку 2009 із карткою AirPort Extreme, або середини 2010 або новішої моделі

### Передача між Mac і пристроєм iOS
Щоб передавати файли між Mac і iPhone, iPad або iPod touch, мають бути виконані наступні мінімальні вимоги: Усі пристрої iOS з AirDrop підтримуються з iOS 8 або новішої версії:
Комп'ютери на базі OS X Yosemite (10.10) або пізніших версій:
- MacBook Air: Середина 2012 або новішої моделі
- MacBook (Retina): усі моделі
- MacBook Pro: Середина 2012 або новішої моделі
- iMac: Кінець 2012 або новішої моделі
- iMac Pro: усі моделі
- Mac mini: Кінець 2012 або новішої моделі
- Mac Pro: Кінець 2013 або новішої моделі

Bluetooth і Wi-Fi мають бути ввімкнені як на пристроях Mac, так і на iOS. (Обидва пристрої не повинні бути підключені до однієї мережі Wi-Fi.)

## Безпека та приватність
AirDrop використовує шифрування TLS через peer-to-peer Wi-Fi-з'єднання, створене Apple, для передачі файлів. Радіоприймачі Wi-Fi вихідного та цільового пристроїв зв'язуються безпосередньо без використання Інтернет-з'єднання або точки доступу Wi-Fi.
Технічні деталі AirDrop та власного протоколу peer-to-peer Wi-Fi під назвою Apple Wireless Direct Link (AWDL) були перепроєктовані, і опубліковані з відкритим кодом як OWL та OpenDrop.
Повідомлялося про численні випадки, коли користувачі пристроїв iOS, для яких конфіденційність AirDrop встановлено на «Усі», отримували небажані файли від незнайомих людей поблизу; це явище отримало назву «кібер-флешинг». Користувачі мають повну можливість керувати своїми налаштуваннями AirDrop та обмежувати, хто може надсилати їм файли, за допомогою параметрів «Усі», «Тільки контакти» або «Отримання вимкнено».
Під час первинного «рукостискання» пристрої обмінюються повними хешами SHA-256 номерів телефонів і адрес електронної пошти користувачів, які можуть використовуватися зловмисниками для визначення номерів телефонів, а в деяких випадках і самих адрес електронної пошти.